# Paphinia lindeniana
Espèce
Paphinia lindeniana Rchb.f., est une espèce d'orchidée découverte en 1887 aux sources de l'Orénoque par Eric Bungeroth (+1937), collecteur de plantes pour le compte de l’Horticulture internationale à Anvers. Le premier spécimen a fleuri en culture en septembre 1887 lors d'une exposition à Ledeberg en Belgique.
Les fleurs dégagent une forte odeur d'épices et sont parmi les plus petites du genre.

## Étymologie
Nom donné en l’honneur de l'orchidéiste belge Lucien Linden (1853-1940), directeur de l’Horticulture internationale à Anvers.

## Synonymes
- Lycaste lindeniana (Rchb. f.) Nichols. The Illustrated Dictionary of Gardening 2: 304. 1888.
- Paphinia Lindeni Hort.

## Diagnose
P.lindeniana. Affinis P.cristatae Lindl., labello diversissimo, angulis hypochilii angusti antrorsis basi epichilii paulisper latioribus, epichilio sessili utrinque semihastato triangulo retuso, callo parvo sub apice, callis filiformibus utrinque in margine densis, usque ante basin, disco callis populosis crebris subpedimentato, callis filiformibus paucis spissis intus, carino vertice ciliolata a basi labelli usque ante basin laciniae medianae, ibi ampliata tabulari emarginata ob sinum medianum, superne ciliolata, columnae alis rotundatis. America aequatorialis.
Rchb.f., 1887.

## Répartition et biotope
Orchidée ayant une large répartition en Amérique du Sud, dans les forêts tropicales humides entre 100 et 600m d'altitude. Répertoriée en Colombie (département de Vaupés), Pérou (Région de Loreto), Venezuela (État d'Amazonas), Guyana et Brésil (Amazonas).